# Champa Tendar
Pour les articles homonymes, voir Champa (homonymie).
Champa Tendar ou Jampa Tendar (1870-1922, Chamdo ; tibétain : བྱམས་པ་བསྟན་དར, Wylie : byams pa bstan dar) était un homme politique et un militaire tibétain, qui fut nommé Kalon Lama (tibétain : བཀའ་བློན་བླ་མ, Wylie : bka' blon bla ma) et gouverneur général du Kham.

## Carrière
Tendar était un moine fonctionnaire et a commencé comme Grand secrétaire (Trungyik Chempo). En 1912, il a été nommé shappé, ou l'un des quatre ministres du Kashag (cabinet restreint). Il a pris la suite de Kung Tang.
En 1913, il est nommé gouverneur général du Kham et officier général commandant de l'armée tibétaine dans le Kham. Il est resté dans la ville de Chamdo.
Au cours des guerres de frontières entre 1906 et 1918, les militaires chinois attaquaient les Lamaseries comme au Moyen Âge, en faisant le siège et sans pitié pour les vaincus. L'armée tibétaine qui combattit en 1918 était commandée par un religieux, le Kalon Lama. Sur son ordre, les prisonniers sont traités humainement et sans représailles, comme le signale sir Eric Teichman.
Un accord tripartite, le Traité de Rongbatsa fut signé par Eric Teichman, Chamba Tendar et le général chinois Liu Tsan-ting le 19 août 1918,.
Lors de la mission britannique au Tibet en 1936, le Kalon Lama avait le même nom (Jampa Tendar).

## Réputation
Des sources britanniques le décrivent comme un homme de fort caractère. Il aurait eu une grande influence.